# Juan Zaragüeta
Juan Zaragüeta Bengoechea (ur. 1883 w Orio, zm. 1974 w San Sebastián) – hiszpański, filozof, pedagog i ksiądz katolicki. Był wierny scholastycznej szkole filozoficznej z Louvain, ale działał też w obrębie innych odnawiających się nurtów katolickiego scholastycyzmu, takich jak fenomenologia.

## Życiorys
Maturę zdał w San Sebastián, a w 1898 wstąpił do seminarium w Vitoria-Gasteiz. W 1904 doktoryzował się w Papieskim Seminarium w Saragossie, gdzie jednocześnie studiował prawo. W 1906 wyjechał do Belgii, gdzie studiował filozofię na Katolickim Uniwersytecie w Lowanium. Kolejny doktorat uzyskał w Wyższym Instytucie Filozofii św. Tomasza z Akwinu. W 1908 powierzono mu katedrę wyższej filozofii seminarium w Madrycie, instytucji, w której z potem zajmował stanowiska wicekanclerza, prefekta studiów oraz rektora. W 1917 roku został mianowany profesorem religii i moralności w Wyższej Szkole Nauczania w Madrycie (Escuela Superior de Magisterio de Madrid). W tym ośrodku kierował od 1923 Katedrą Prawa i Ekonomii Społecznej.
W drugiej połowie lat czterdziestych przeniósł się na Wydział Filozofii i Literatury Uniwersytetu w Madrycie (Katedra Psychologii Racjonalnej i Metafizyki), a następnie został powołany na stanowisko prodziekana. Pełnił też funkcję sekretarza wieczystego Królewskiej Akademii Nauk Moralnych i Politycznych, przewodniczącego Sekcji Filozofii i Teologii Hiszpańskiego Stowarzyszenia Postępu Nauk i Hiszpańskiego Towarzystwa Filozoficznego, a także kierował Instytutem Filozofii Luisa Vivesa (Instituto Luis Vives de Filosofía) Najwyższej Rady Badań Naukowych (CSIC).

## Zainteresowania
Jednym z głównych obszarów jego zainteresowań była ontologia aksjologiczna, którą systematyzował. Ogromną liczbę jego publikacji można podzielić na cztery podstawowe grupy tematów: sama filozofia (o silnie psychologicznym zabarwieniu), socjologia, pedagogika i religia. Jego praca o filozofii z 1943 (Fundamentos de filosofía e historia de los sistemas filosóficos) była w Hiszpanii dziełem fundamentalnym. W publikacji tej godził naukę z wiarą, twierdząc, że nie są to byty sprzeczne.

## Wypromowani doktoranci
Do wypromowanych przez niego doktorantów należeli m.in.: Víctor García Hoz, Anselmo Romero Marín, Leopoldo Eulogio Palacios, Rafael Gambra Ciudad i Raimundo Pániker, Hilario Rodríguez Sanz, Ángel Goenaga Gorriti i María del Carmen de la Villa Rodríguez.

## Prace
Wybrane prace naukowe:
- El problema del alma ante la psicología experimental (1910),
- Una interpretación sociológica de los fenómenos económicos (1910),
- Teoría psicogenética de la voluntad (1914),
- Contribución del lenguaje a la filosofía de los valores (1920),
- La crisis del régimen constitucional (1925),
- Religión y moral (1925),
- El concepto católico de la vida según el cardenal Mercier (1930 i 1941),
- Factores morales de nuestra reforma social (1938),
- ''El Cristianismo como doctrina de vida y como vida (1939),
- La intuición en la filosofía de Henri Bergson (1941),
- Fundamentos de filosofía e historia de los sistemas filosóficos (1943),
- Pedagogía fundamental (1943 i 1953),
- El lenguaje y la filosofía (1945),
- Una introducción moderna a la filosofía escolástica (1946),
- Filosofía y vida (1951 i 1952)[1],
- Vocabulario filosófico (1955)[2].